# مهاجمان ژاپنی در اقیانوس هند
مهاجمان ژاپنی در اقیانوس هند (به انگلیسی: Japanese raiders in the Indian Ocean) کشتی‌هایی بودند که نیروی دریایی امپراتوری ژاپن در طول جنگ جهانی دوم برای ادامه جنگ خود علیه تجارت متفقین در آن صحنه نبرد استفاده می‌کرد. نیروی دریایی امپراتوری ژاپن که پیش از شروع جنگ جهانی دوم ناوگان قدرتمندی از کشتی‌های جنگی داشت، از نظر استراتژیک برنامه‌ریزی کرده بود که در یک جنگ ناوگانی شرکت کند و در نتیجه منابع کمی را به حمله به کشتی‌های تجاری اختصاص داد. با این وجود، در سال ۱۹۴۰، دو کشتی مسافربری-باری آیکوکو مارو و هوکوکو مارو از خط کشتیرانی اوساکا، به دلیل پیش‌بینی حمله احتمالی ژاپنی‌ها به سمت جنوب، برای تبدیل به کشتی‌های تجاری مسلح درخواست شدند. این کشتی‌ها متعاقباً به عنوان مهاجمان تجاری مورد استفاده قرار گرفتند و به کشتی‌های تجاری متفقین در امتداد راه‌های دریایی حیاتی ارتباطی بین استرالیا و خاورمیانه حمله کردند. مهاجمان با استفاده از تسلیحات و سرعت جامع خود به نفع خود، دوره کوتاهی از موفقیت را تجربه کردند. حملات ژاپنی‌ها در اقیانوس هند تا پایان سال ۱۹۴۲، پس از عملیاتی با یک کشتی هلندی به نام اوندینا و یک رزم‌ناو نیروی دریایی سلطنتی هند به نام اچ‌ام‌آی‌اس بنگال (جی۲۴۳) که در آن کشتی هوکوکو مارو غرق شد، تا حد زیادی متوقف شد.